# The Boxer (The Chemical Brothers)
The Boxer è il terzo e ultimo singolo estratto dall'album Push the Button dei The Chemical Brothers. Il singolo è stato pubblicato l'11 giugno 2005 in Regno Unito e il 12 giugno negli Stati Uniti. Alla canzone ha partecipato, nelle parti vocali, Tim Burgess dei Charlatans. È stato il primo singolo dei Chemical Brothers a non entrare nella top40 dei singoli britannica.

## Tracce

### In Regno Unito
- CD 1 CHEMSD23

1. "The Boxer" (Edit)
2. "Swiper"

- CD 2 CHEMSDX23

1. "The Boxer"
2. "The Boxer" (DFA Version)
3. "Believe" (Live At The Milano Forum)
4. "The Boxer" (Video)

- 12" CHEMST23

1. "The Boxer"
2. "Swiper"
3. "The Boxer" (DFA Version)

### Negli Stati Uniti
- CD ASW 72949

1. "The Boxer"
2. "The Boxer" (DFA Version)
3. "Giant"
4. "Spring"
5. "Believe" (Mathew Jonson Remix)
6. "Believe" (Erol Alkan's 'Feel Me' Re-Work)
7. "Galvanize" (Abe Duque Remix)
8. "The Swiper" (iTunes US Bonus Track)

- 2x12" ASW 72949

1. "The Boxer" (DFA Version)
2. "Giant"
3. "Believe" (Erol Alkan's 'Feel Me' Re-Work)
4. "Spring"
5. "Believe" (Matthew Jonson Remix)
6. "Galvanize" (Abe Duque Remix)
7. "The Boxer"

## Classifiche
| Classifica                        | Posizione |
| --------------------------------- | --------- |
| Classifica britannica dei singoli | 41        |